# 6
El año 6 (VI) fue un año común comenzado en viernes del calendario juliano, en vigor en aquella fecha. En el Imperio romano, era conocido como el Año del consulado de Lépido y Arruncio (o menos frecuentemente, año 759 Ab urbe condita). La denominación 6 para este año ha sido usado desde principios del período medieval, cuando la era A. D. se convirtió en el método prevalente en Europa para nombrar a los años.

## Acontecimientos
- Herodes Arquelao, etnarca de Samaria, Judea e Idumea, es depuesto y desterrado a Vienna (la actual Vienne) en la Galia.
- Judea y Mesia se convierten en provincias romanas destruyendo a los dárdanos; Siria es guardada por las legiones X Fretensis, III Gallica, VI Ferrata y XII Fulminata.
- El emperador Augusto establece una tesorería especial, el aerarium militare (170 millones de sestercios), para pagar bonos a los veteranos de las legiones que se retiraban.
- Tiberio hace de Carnuntum su base de operaciones contra Marbod; la legión romana XX Valeria Victrix lucha con Tiberio contra los marcomanos.
- Comienza la gran revuelta en Panonia: Las tribus ilirias en Dalmacia y Panonia se rebelan, solo para ser derrotadas por Tiberio después de una campaña de tres años de intensa lucha.
- El edificio de un fuerte romano significa el origen de la ciudad de Wiesbaden.
- Cecina Severo es nombrado gobernador de Mesia.
- Publio Sulpicio Quirinio se convierte en gobernador de Siria y nominalmente de Judea.
- Quirinio lleva a cabo un censo en Judea (según Josefo), que da como resultado una revuelta en la provincia, liderada por Judas el Galileo, y apoyada por el fariseo Zadok. La revuelta es aplastada, y los rebeldes son crucificados, pero da como resultado el nacimiento del movimiento zelote, cuyos miembros consideran a Dios como su único maestro.
- Debido a la escasez de comida en Roma, Augusto dobla las raciones de grano que se distribuyen al pueblo.
- Debido a un incendio catastrófico en Roma, se crea el sistema de barracas para permitir una respuesta más rápida en caso de emergencias.
- Augusto destierra a Agripa Póstumo, uno de sus hijos adoptivos, a la isla de Planasia.
- Marco Emilio Lépido y Lucio Arruntio se convierten en cónsules romanos.
- Teófilo se convierte en arconte de Atenas.
- Judea es administrada directamente por Roma, al ser incorporada a la provincia de Siria.[1]

## Nacimientos
- Nerón César, hijo de Germánico y Agripina la Mayor.
- Cesonia, emperatriz romana.

## Fallecimientos
- Cleopatra Selene II (n. 40 a. C.), princesa egipcia, hija de Cleopatra y Marco Antonio.
- Orodes III, rey de Partia.